# Екслајн (Ајова)
Екслајн (енгл. Exline) град је у америчкој савезној држави Ајова. По попису становништва из 2010. у њему је живело 160 становника.

## Демографија
Према попису становништва из 2010. у граду је живело 160 становника, што је 31 (16,2%) становника мање него 2000. године.
| Група             | 2000.       | 2010.       |
| Белци             | 189 (99,0%) | 155 (96,9%) |
| Афроамериканци    | 1 (0,5%)    | 0 (0,0%)    |
| Азијати           | 1 (0,5%)    | 0 (0,0%)    |
| Хиспаноамериканци | 0 (0,0%)    | 5 (3,1%)    |
| Укупно            | 191         | 160         |